# Клаудиус, Георг Карл
Георг Карл Клаудиус (нем. Georg Karl Claudius), известный также под псевдонимом Франц Эренберг (нем. Franz Ehrenberg; 21 апреля 1757, Чопау — 20 ноября 1815[…], Лейпциг, Германский союз) — немецкий писатель.
Работал в Лейпциге домашним учителем. С 1785 года и до конца жизни выпускал ежегодный альманах «Лейпцигская карманная книжка для женщин» (нем. Leipziger Taschenbuch für Frauenzimmer).
Автор многочисленных семейных романов, следовавших за манерой Августа Лафонтена; среди них, по оценке Всеобщего немецкого биографического словаря, выделялся роман «Юстус, граф Ортенбургский» (нем. Justus, Graf von Ortenburg; 1792—1799). Клаудиусу принадлежат также драматические сочинения и книги для детей.